# Apeadeiro de Muxagata
O apeadeiro de Muxagata foi uma interface da Linha da Beira Alta, que servia nominalmente a localidade de Muxagata, no município de Fornos de Algodres, em Portugal.

## Descrição

### Localização e acessos
Apesar da sua denominação, esta interface situa-se na freguesia de Figueiró da Granja, que é igualmente a localidade mais próxima: a menos de três quilómetros, para poente, em percurso marcadamente declivoso e mormente por vias não pavimentadas; a designação que ostenta deve-se à sua posição, na margem direita do Rio Mondego junto ao local onde nele desagua a Ribeira de Muxagata; a localidade homónima situa-se para norte, a cerca de quatro quilómetros num percurso que inclui as estradas EM586 e EM587-5 mas também um troço inicial em via não pavimentada exclusivamente pedonal.

### Infraestrutura
Esta interface apresenta duas vias de circulação, identificadas como I e II, ambas com 530 m de extensão e sem quaisquer plataformas. Os edifícios de apoio ao interface situam-se do lado noroeste da via (lado esquerdo do sentido ascendente, a Vilar Formoso).
O local desta interface é um ponto de câmbio nas características da via férrea e do seu uso, nomeadamente mudando aqui o regime de exploração entre tipo RCI (que se estende para sudoeste até Gouveia) e tipo RCASA (que se estende para noroeste até Vila Franca das Naves).

## História
A Linha da Beira Alta entrou ao serviço, de forma provisória, em 1 de Julho de 1882, tendo a linha sido totalmente inaugurada em 3 de Agosto do mesmo ano, pela Companhia dos Caminhos de Ferro Portugueses da Beira Alta. Muxagata não constava entre as estações e apeadeiros existentes na linha à data de inauguração, porém, tendo este interface sido criado posteriormente.
Em Maio de 1984, apresentava a classificação de paragem, sendo nessa altura servida por comboios Regionais da operadora Caminhos de Ferro Portugueses. Em 1985 Muxagata era identificada como apeadeiro sem edifício de passageiros, com a plataforma situava-se do lado sudeste da via (lado direito do sentido ascendente, a Vilar Formoso), então ainda em via única. Em 2010 tinha já ascendido à classificação de estação satélite, apesar de ter deidado de prestar serviço de passageiros entretanto, não constando já dos horários de 2005.
Em Janeiro de 2011, apresentava duas vias de circulação, ambas com 545 m de comprimento e sem quaisquer plataformas, valores que se mantinham em 2022.

Foram calendarizadas para o final de 2023 e início de 2024 obras na sinalização da Linha da Beira Alta (no âmbito da sua modernização) no troço entre esta interface e a bifurcação poente da Concordância das Beiras, na sequência das quais foram alteradas para as atuais as extensões das vias de circulação.